# Bloqueig de Berlín
|  | Per a altres significats, vegeu «Bloqueig». |

El bloqueig de Berlín (alemany: Berlin-Blockade) és el bloqueig que la Unió Soviètica va imposar a Berlín Oest entre el 24 de juny de 1948 i el 12 de maig de 1949. El bloqueig fou la reacció soviètica a la reforma monetària de les zones d'ocupació occidentals (Berlín Oest inclòs) i va provocar que la ciutat s'hagués d'abastir per aire mitjançant el pont aeri de Berlín.

## Antecedents

Zones d'ocupació d'Alemanya

Sectors de Berlín

Després del final de la Segona Guerra Mundial, Alemanya havia estat dividida en quatre zones d'ocupació. Berlín, que tenia un estatus especial, també va ser dividida en quatre sectors (tres al Berlin Occidental i una al Berlin Oriental) i es trobava enmig de la zona d'ocupació soviètica. Tant Alemanya com Berlín havien de ser administrades conjuntament pel Comandament Aliat, compost per les quatre potències vencedores de la guerra. Tanmateix, segons el punt de vista soviètic, Berlín formava part de la seva zona d'ocupació.
Quan es van delimitar els sectors, no es va establir cap reglamentació concreta sobre carreteres o trens. En canvi, sí que es va acordar la creació de tres corredors aeris permanents entre la capital i les zones d'ocupació occidentals d'Alemanya: Berlín-Hamburg, Berlín-Hannover i Berlín-Frankfurt.
Poc després del final de la guerra ja van començar els conflictes entre el bloc capitalista i el bloc comunista. Les tensions entre els EUA, el Regne Unit i França, per un costat, i l'URSS per l'altre van provocar una crisi a principis de 1948. Com a protesta contra les decisions de la Conferència de les Sis Potències de Londres, la Unió Soviètica va abandonar el Comandament Aliat el 20 de març i el 16 de juny va sortir també de l'administració berlinesa.
El 20 de juny es va introduir a les tres zones occidentals una reforma monetària, que va substituir el vell Reichsmark pel Marc alemany. Aquesta reforma es va dur a terme sense l'aprovació de l'URSS, que el 23 de juny es va veure obligada a introduir una altra reforma monetària al seu sector, per evitar que la moneda antiga inundés la seva zona d'ocupació i provoqués una hiperinflació. Aquesta segona moneda -així ho van fer públic- havia de ser de curs legal a Berlín Oest. Sorpreses, les potències occidentals van anul·lar immediatament aquesta decisió i van fer començar a fer circular marcs alemanys també a Berlín occidental. La Unió Soviètica va decretar, en aquell moment, el bloqueig de Berlín.

## Inici del bloqueig
Durant la nit del 23 al 24 de juny de 1948, es van apagar tots els llums de Berlín Oest. La central elèctrica de Golpa-Zschornewitz, que abastia d'electricitat Berlín des de feia dècades, va ser desconnectada. A primera hora del dia 24, després que hi hagués hagut alguns problemes amb el trànsit de vehicles, l'administració soviètica va tallar tots els carrers i les vies de tren que portessin cap a Berlín Oest, i va suspendre també la circulació fluvial i marítima entre la ciutat i l'Alemanya Occidental. La intenció de l'URSS era obligar les potències occidentals a abandonar els seus sectors de Berlín.
Els governs occidentals ja comptaven amb reaccions soviètiques a la reforma monetària, que el que buscava era evitar que l'URSS es fes amb tota la ciutat, però el bloqueig els va agafar desprevinguts. A més, les relacions entre Washington, Londres i París no es trobaven en el seu millor moment, ja que no aconseguien posar-se d'acord en una política única per a Berlín.

## Durant el bloqueig
La Unió Soviètica va intensificar durant el bloqueig la divisió de Berlín. El govern municipal, a causa de les molèsties que els causaven els soviètics, va haver de traslladar-se al sector occidental de la ciutat la tardor de 1948. L'alcalde Ernst Reuter es va convertir en un símbol de la resistència de la ciutadania berlinesa. El 20 de novembre, l'alcalde reescollit va iniciar el seu mandat a l'ajuntament occidental, el Rathaus Schöneberg. El 2 de desembre s'escull un nou alcalde per a la part oriental, Friedrich Ebert, que comença el seu mandat en el nou ajuntament oriental, el Rotes Rathaus.
El bloqueig va impedir la circulació de mercaderies entre Berlín Oest i l'Alemanya occidental, però no la circulació de persones. El metro va seguir circulant sense problemes entre les dues parts de la ciutat. Durant el bloqueig, les empreses i els ciutadans occidentals podien seguir comprant al sector oriental i obtenir aliments, combustible per a la calefacció, etc. La Unió Soviètica va intentar que els ciutadans occidentals canviessin les seves cartilles de racionament per unes altres d'orientals, però aquesta oferta no va tenir gaire èxit.

## Pont aeri de Berlín
Els governs occidentals es van trobar davant la disjuntiva d'abandonar Berlín o romandre a la ciutat. El governador militar de la zona americana, el general Lucius D. Clay, era un dels partidaris més ferms de quedar-se a Berlín. Opinava que a la retirada de la ciutat seguirien altres amenaces soviètiques, i comptava en tot cas amb el suport de la doctrina Truman, que assegurava ajut en la lluita contra el comunisme. Va proposar d'enviar un comboi militar per trencar el bloqueig, però el president americà Harry Truman ho rebutjà per evitar un conflicte armat.
El 25 de juny el general Clay ordenà la posada en marxa d'un pont aeri. El 26 de juny el primer avió de l'exèrcit va aterrar a l'aeroport de Tempelhof de Berlín, començant l'Operació Vittles. Dos dies després els britànics van començar una operació similar, anomenada Plain Fare.

## Fi i conseqüències del bloqueig
Com que la Unió Soviètica va adonar-se que el pont aeri garantia l'abastiment de Berlín i que podia ser portat a terme indefinidament, el 12 de maig de 1949 va posar fi al bloqueig.
A conseqüència del bloqueig, es va ordenar la creació d'una reserva pública d'aliments, matèries primeres i altres béns de primera necessitat per a Berlín Oest, coneguda com a Senatsreserve.
El bloqueig va ser el primer punt àlgid de la Guerra freda, i aquest comportament dels soviètics va intensificar la lluita contra el comunisme al bloc capitalista. El suport que els americans van oferir als berlinesos de l'oest, si bé no desinteressadament, va generar en els alemanys un sentiment d'agraïment. Els EUA, fins ara "forces d'ocupació" (Besatzungsmacht) van passar a conèixer-se popularment com "forces de protecció" (Schutzmacht), i les relacions entre l'RFA i els EUA van millorar enormement.
Berlín va ser escenari una altra vegada d'un conflicte a la Guerra freda. El 1958, el president de l'URSS Nikita Khrusxov va llançar el seu Ultimàtum de Berlín, en què exigia que Berlín es convertís en una ciutat lliure i desmilitaritzada. El 1961, finalment, es construí el mur de Berlín.